# Tumuli de Seron
Pour les articles homonymes, voir Seron.
Les tumuli de Seron sont trois tombes gallo-romaines situées au nord de Seron, hameau faisant partie de la section communale de Forville à Fernelmont.
D'une hauteur moyenne  de 6 m sur environ 25 m de diamètre, ils sont situés au croisement de la rue des Tumuli et du chemin de Hemptinne aux Tombes à 4,5 km au sud de l'ancienne chaussée romaine dite « chaussée Brunehaut », et sont classés en tant que monuments depuis 1978 et repris sur la Liste du patrimoine immobilier exceptionnel de la Wallonie. 
Les trois tumuli sont répertoriés sur les cartes de Ferraris de 1777 (carte 135Ab) sous le nom de « tombes de Buhay », tandis que sur les cartes actuelles de l'IGN (carte 41/5S) ils sont répertoriés sous le nom de « tombes à Seron ».
Le tumulus méridional (T1) et le tumulus central (T2) sont juxtaposés et séparés par environ 35 mètres. Le troisième (T3) est isolé au nord. Leur diamètre respectif est de 25,25 mètres pour T1, 28,30 mètres pour T2 et 25,80 mètres pour T3.   
Les tumuli se dressent sur le plateau de Forville culminant à 165 m. Ce plateau se situe à la charnière entre les plaines alluviales de la Méhaigne au nord et les bas plateaux qui dominent la vallée de la Meuse au sud.
Le site est d'une visibilité remarquable et donne une vue lointaine vers les paysages de Hesbaye namuroise.
Certains tumuli sont placés le long des grands axes routiers, d'autres le long de voies secondaires. Ceux de Seron se dressent dans des campagnes sans lien avec une voie de communication  proche connue.
Ils sont toutefois répartis le long d'un chemin de terre et le long de la petite route qui rejoint le village de Meeffe à celui de Forville dont Seron est un des villages.    

## Fouilles
En novembre 1854 et au printemps 1855, des fouilles ont été réalisées sous l'égide de la Société archéologique de Namur par son président Eugène del Marmol. La fouille du tumulus T1 n'a rien révélé. Par contre celle des deux autres a permis de découvrir divers objets : poteries, lampes à huile, bouteilles, urnes funéraires, fragments d'ossements humains calcinés ainsi qu'un sesterce d'Hadrien qui permit de dater les tombes du IIe siècle.
Tous ces objets se trouvent au musée archéologique de Namur.
L'étude du matériel archéologique permet de placer le tumulus II (au centre du groupe de 3) dans une fourchette chronologique allant de 110 à 150, soit la première moitié du IIe siècle. La sesterce d'Hadrien permet de fournir la date la plus ancienne, soit entre 119 et 121 de notre ère.
La majorité des objets recueillis se rencontrent dans les tombes romaines habituelles. Font toutefois exception quelques belles verreries de Seron II qui tranchent par le gout artistique dont elles témoignent et leur caractère précieux. Sans doute est-ce le signe d'un niveau social plus élevé.
Malgré la diversité du matériel retrouvé il faut signaler la présence d'un « service » de douze pièces dans le tumulus de Seron II. 
La présence d'un luminaire dans le même tumulus s'explique par la croyance des anciens dans le pouvoir des lampes : éloigner les mauvais esprits et éclairer l'âme lors de son voyage vers l'au-delà.
Parmi les objets déposés se trouve aussi une urne côtelée en verre qui est probablement le récipient ayant contenu les restes de la crémation du défunt.

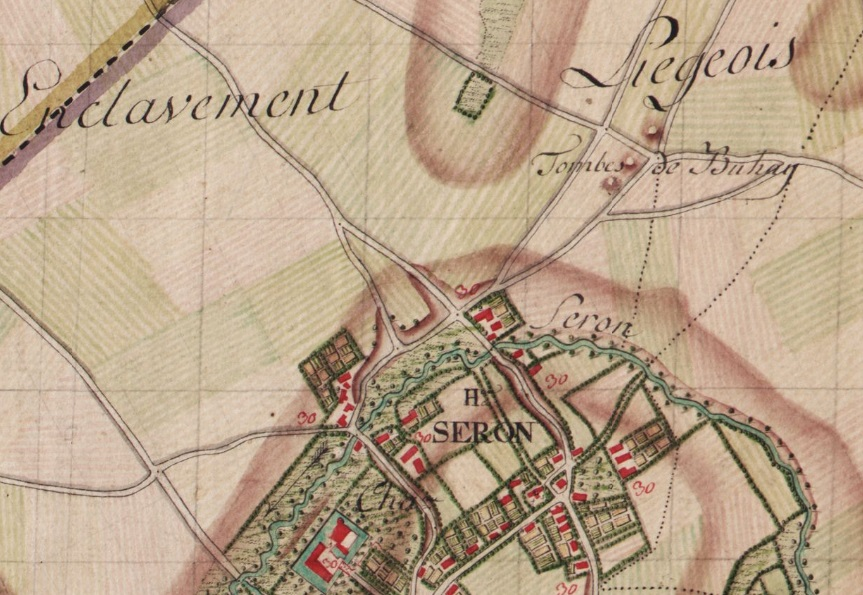
Les Tombes de Buhay sur la carte de Ferraris du XVIIIe siècle.

## Groupes de tumuli
Le phénomène de groupement de tumuli est très fréquent. La question est plutôt de savoir à quelles fins. Simple rituel, sens symbolique, point d'observation ? La question semble impossible à trancher.
Les archéologues sont unanimes pour supposer que ce sont les cendres des propriétaires des domaines, organisés  
suivant la mode romaine, qui étaient déposées sous ces tumuli après l'incinération. Ils se trouvaient donc à proximité de la villa. Par exemple, les tumuli de Hanret sont rattachés à la villa de Forville très vaste et non encore fouillée. Par contre les tombes de Seron n'ont pas cette proximité puisque la villa de Meeffe se trouve à 1 300 m au nord-est des tombes de Seron. Celle du lieu-dit « les Aiwisses » à Acosse  est à 1 500 m à l'est des tumuli de Seron.

## Diagnostic archéologique réalisé en 2018
En 2007, la commune de Fernelmont a entamé une procédure de certification de patrimoine pour développer la préservation du site et améliorer l'accueil des visiteurs. Cette démarche a débouché sur un projet global incluant l'acquisition de zones agricoles mitoyennes, le débroussaillage , la pose de clôtures, l'installation d'un parking à l'écart. L'Agence wallonne du patrimoine a du toutefois établir un diagnostic archéologique qui a permis de dégager par des terrassements des tronçons de fondations empierrées. Il a été réalisé du 5 juin au 18 juillet 2018. Les fouilles réalisées ont consisté à creuser vingt et une coupes au pied des tumuli pour sonder les abords et des dizaines de carottages à la tarière manuelle. Un scannage du site a été réalisé pour pouvoir modéliser les volumes en 3D. Le but étant de déterminer, autant que faire se peut, l'abaissement des hauteurs initiales et l'adoucissement des pentes des versants. Les traces de trois tranchées réalisées vraisemblablement par E. del Marmol en 1854-1855 ont été identifiées lors des fouilles.

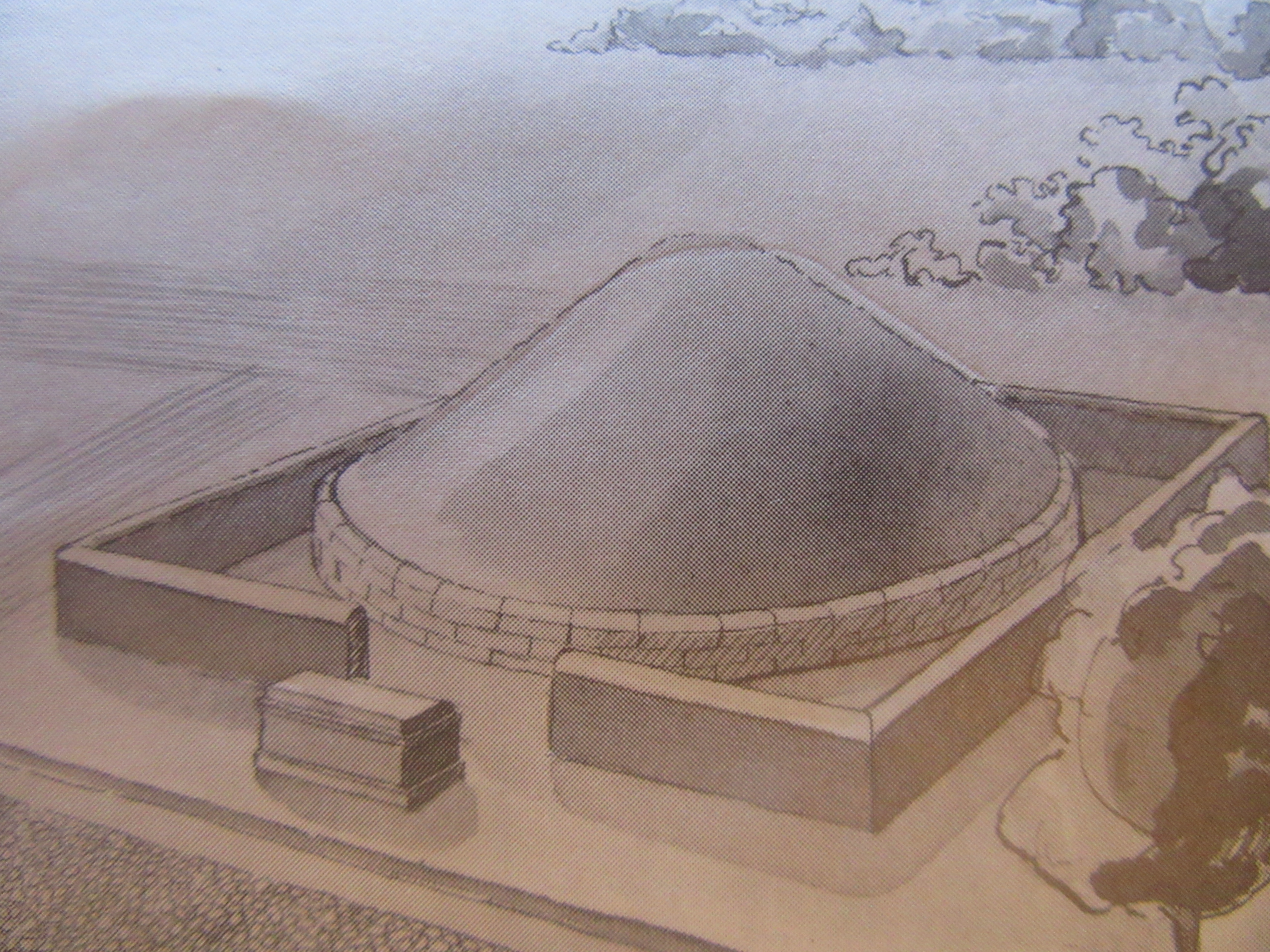
Modèle de tumulus entouré d'une enceinte.

Les fouilles du tumulus isolé au nord ont permis de constater qu'il était préservé sur deux flancs, et de manière lacunaire par un enclos  large de 60 cm et constitué d'éclats de grès. Cette délimitation évoque dans sa reconstitution un carré de 29 m de côté qui renforce la monumentalité des lieux et sa séparation du monde des vivants. Cette mise au jour d'un enclos atteste que les tertres ne sont, en somme, que la partie visible de l'iceberg et que les dispositifs périphériques conféraient une plus grande ampleur au complexe.

## Galerie de photos

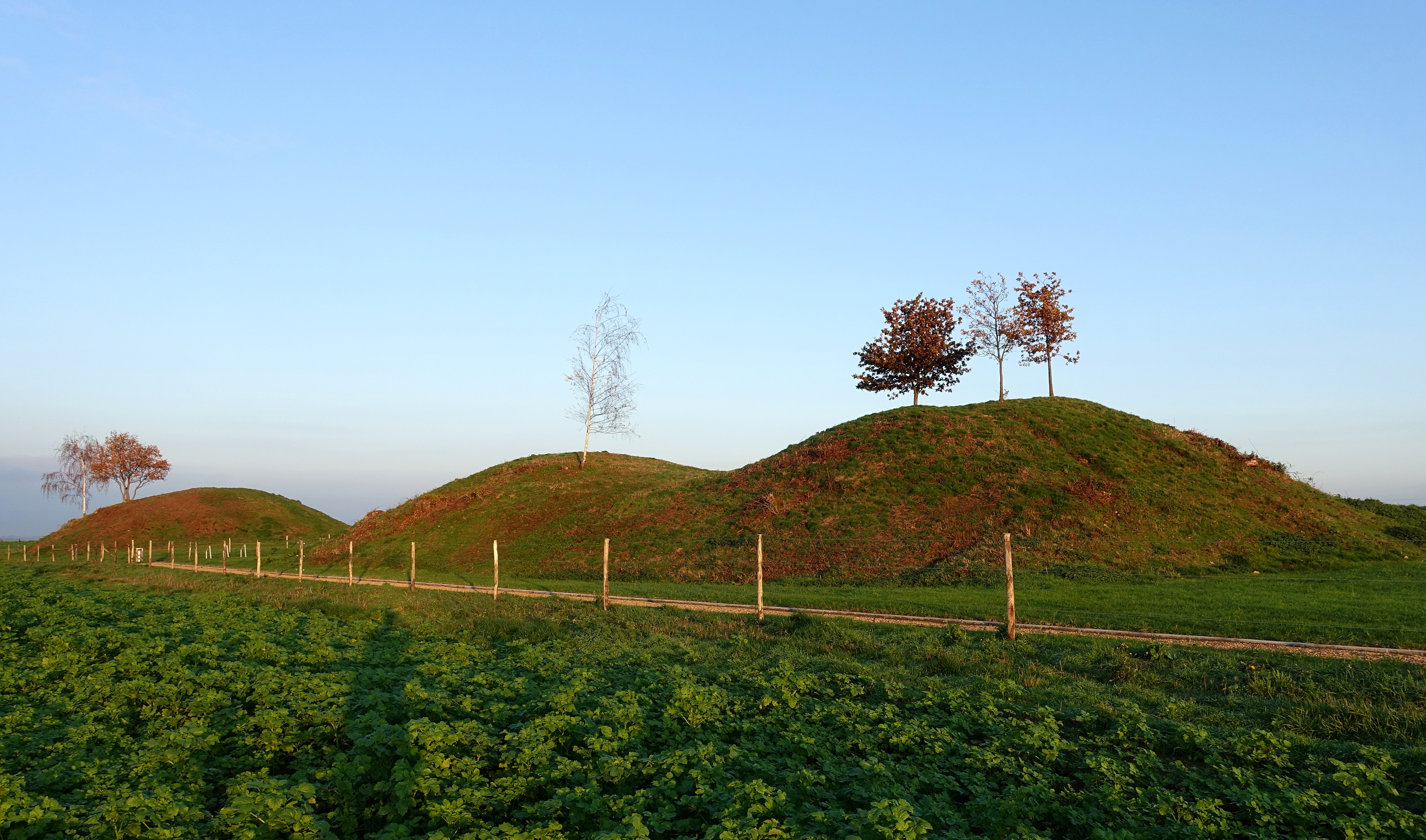
Tumuli de Seron.
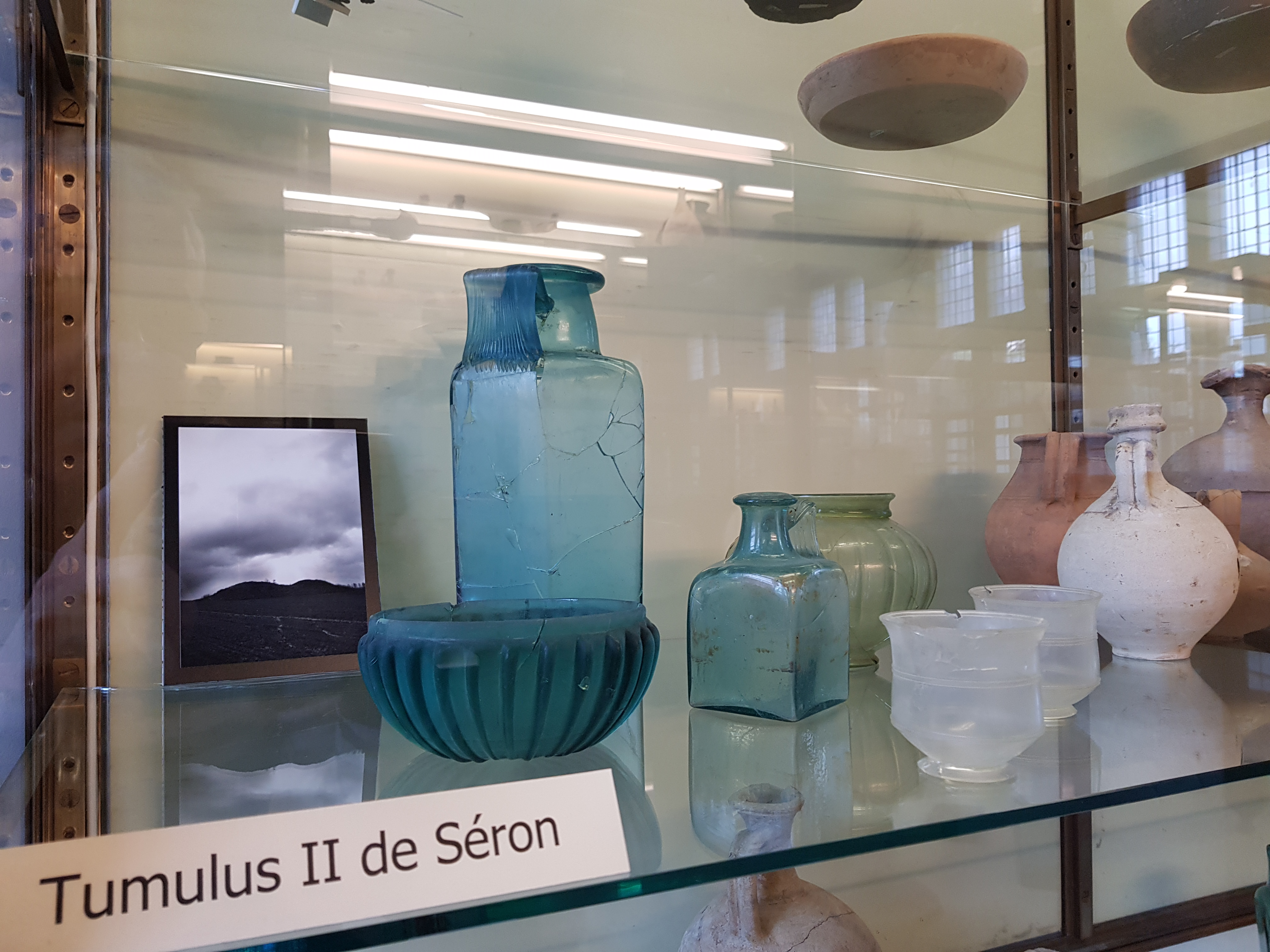
Mobilier funéraire du tumulus no 2.
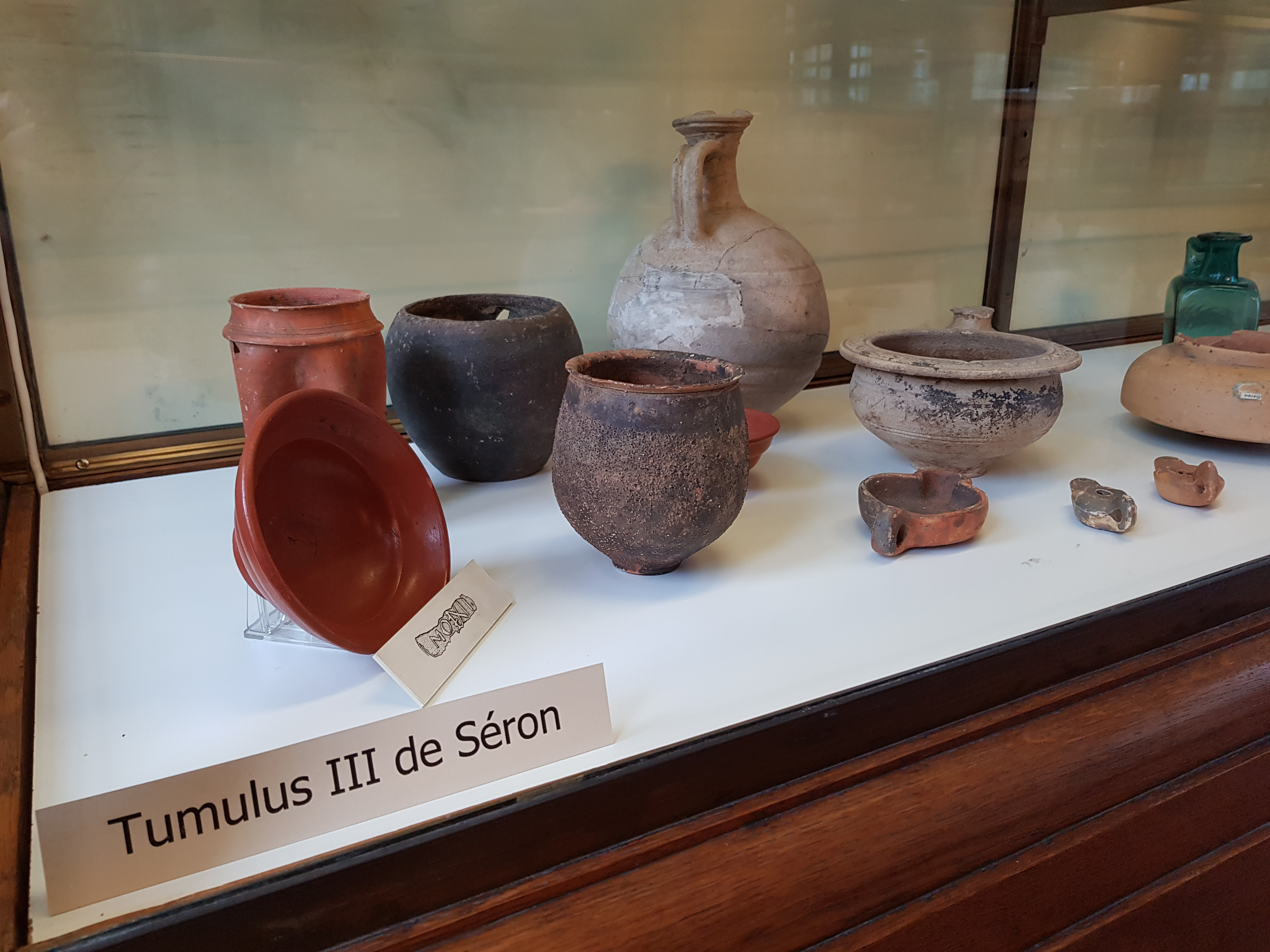
Mobilier funéraire du tumulus no 3.

## Patrimoine
Patrimoine classé (1978, Les trois tumuli à Fernelmont (M) ainsi que l'ensemble formé par ces tumuli et leurs abords (S), no 92138-CLT-0003-01)
Les tumuli de Seron sont inscrits sur la Liste du patrimoine immobilier exceptionnel de la Wallonie.